# Aaron Slight

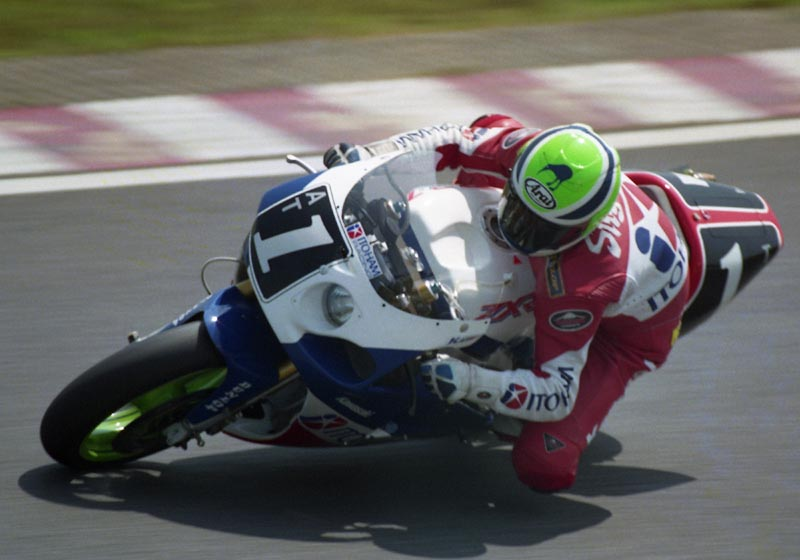
Aaron Slight vid 1993 års Suzuka 8-timmars.

Aaron Slight, född 19 januari 1966 i Masterton i Nya Zeeland, är en före detta roadracingförare som vid ett flertal tillfällen var bland de tre bästa förarna i slutställningen i Superbike. 1998 var han endast 4.5 poäng från att bli världsmästare.
Utanför superbikeklassen hade Slight störst framgång i endurance, där han vann Suzuka 8-timmars tre år i rad 1993-1995. Inför säsongen 2000 drabbades Slight av en hjärnblödning och missade flera tävlingar. Han slutade sedan med roadracing och gick över till bilracing. Han har bland annat tävlat i BTCC.

## Segrar i World Superbike
| Nr | Bana           | Heat | År   |
| -- | -------------- | ---- | ---- |
| 1  | Albacete       | 1    | 1992 |
| 2  | Monza          | 1    | 1993 |
| 3  | Albacete       | 1    | 1995 |
| 4  | Sentul         | 2    | 1995 |
| 5  | Hockenheim     | 1    | 1996 |
| 6  | Phillip Island | 2    | 1997 |
| 7  | Donington Park | 1    | 1997 |
| 8  | Hockenheim     | 1    | 1997 |
| 9  | Zeltweg        | 1    | 1998 |
| 10 | Zeltweg        | 2    | 1998 |
| 11 | Nürburgring    | 1    | 1998 |
| 12 | Misano         | 1    | 1998 |
| 13 | Misano         | 2    | 1998 |